# Magnus Bäckstedt
Magnus Bäckstedt (Linköping, 30 januari 1975) is een Zweeds voormalig wielrenner.

## Biografie
De in Linköping geboren Bäckstedt werd beroepswielrenner in 1996 bij een klein Belgisch team, dat hij na twee vrij anonieme jaren (hij won alleen de Grote Prijs Isbergues) verliet voor Gan, dat halverwege dat seizoen Crédit Agricole werd. De ruim 1,90m lange en 90 kilo zware Bäckstedt miste uiteraard het lichaam om in de bergen ook maar een beetje mee te kunnen, maar kon op het vlakke daarentegen wel enorm hard rijden. Hij bewees dat met etappewinst in de Ronde van Zweden, de koppeltijdrit Duo Normand (met Jérôme Neuville) en vooral een etappe in de Ronde van Frankrijk, toen hij onder anderen Maarten den Bakker versloeg in de sprint.
Bäckstedt bleef hierna nog drie jaar in Franse dienst rijden, maar wegens gebrek aan successen verhuisde hij met ingang van 2002 naar het Deense Team Fakta. Hij won in dat jaar de GP Fayt-le-Franc, maar viel vooral een jaar later op, toen hij in de Ronde van Italië het Intergiro-klassement won. Het leverde hem een contract op bij het Italiaanse Alessio, waar Bäckstedt opbloeide als renner voor eendaagse wedstrijden. Nadat hij vier dagen eerder al tweede in Gent-Wevelgem was geworden, won Bäckstedt verrassend Parijs-Roubaix, door de snelste te zijn in een kopgroep van vier.
Vanaf 2005 tot en met 2007 reed hij voor Liquigas waar hij in zijn laatste jaar de nationale titel op de weg behaalde. In 2008 reed hij voor Garmin-Chipotle, als ploeggenoot van onder andere David Zabriskie, Christian Vande Velde, David Millar en Julian Dean.
Zijn dochters Elynor en Zoe zijn ook actief als wielrenner.

## Palmares
1992
- Zweeds Kampioen tijdrijden, Junioren

1993
- Zweeds Kampioen tijdrijden, Junioren
- Zweeds Kampioen wegrit, Junioren
- Zweeds Kampioen ploegentijdrit, Junioren

1995
- 4e etappe Boland Bank Tour
- 7e etappe Boland Bank Tour

1996
- Proloog Boland Bank Tour
- 5e etappe Boland Bank Tour
- Eindklassement Boland Bank Tour

1997
- GP d'Isbergues

1998
- Duo Normand (met Jérôme Neuville)
- 4e etappe deel B Ronde van Zweden
- 19e etappe Ronde van Frankrijk

1999
- 29e - Omloop Het Volk, Lokeren (klassieker)

2002
- GP Fayt-le-Franc
- 2e etappe Svenska Cykeltouren

2003
- Zweeds kampioen Individuele tijdrit op de weg, Elite
- Intergiroklassement Ronde van Italië

2004
- Parijs-Roubaix

2007
- Zweeds kampioen op de weg, Elite

2008
- 1e etappe Ronde van Italië (Ploegentijdrit)

## Resultaten in voornaamste wedstrijden
| Jaar | Ronde van Italië | Ronde van Frankrijk | Ronde van Spanje |
| ---- | ---------------- | ------------------- | ---------------- |
| 1998 |                  | 70e (1)             |                  |
| 1999 |                  | opgave              |                  |
| 2000 |                  | 123e                |                  |
| 2001 |                  |                     |                  |
| 2003 | 71e              |                     |                  |
| 2004 | opgave           |                     |                  |
| 2005 |                  | opgave              | 111e             |
| 2006 |                  | opgave              | 111e             |
| 2007 |                  |                     | 128e             |
| 2008 | opgave           | buiten tijd         |                  |

| Jaar | Milaan-San Remo | Gent-Wevelgem | Ronde van Vlaanderen | Parijs-Roubaix | Cyclassics Hamburg |  | WK op de weg |  | Wereldranglijsten |
| ---- | --------------- | ------------- | -------------------- | -------------- | ------------------ |  | ------------ |  | ----------------- |
| 1998 | 140e            | 47e           | 64e                  | 7e             |                    |  |              |  |                   |
| 1999 |                 | 123e          |                      |                |                    |  |              |  |                   |
| 2000 |                 | 21e           | 79e                  | 19e            | 9e                 |  |              |  |                   |
| 2001 |                 |               |                      |                | 95e                |  |              |  |                   |
| 2003 |                 |               |                      |                | 20e                |  |              |  |                   |
| 2004 | 141e            | ↑             | 66e                  | ↑              |                    |  |              |  |                   |
| 2005 |                 | 12e           | 61e                  | 4e             |                    |  | 111e         |  | 72e (UPT)         |
| 2006 |                 |               |                      |                |                    |  |              |  |                   |
| 2007 |                 |               |                      | 47e            |                    |  |              |  | 155e (UPT)        |
| 2008 |                 |               | 43e                  |                |                    |  |              |  |                   |